# ドナウエッシンゲン
ドナウエッシンゲン（ドイツ語: Donaueschingen）は、ドイツ南西部のバーデン＝ヴュルテンベルク州に属し、バーデン地方にあるシュヴァルツヴァルト（黒い森）の中に位置する町。ドナウエシンゲンとも表記される。

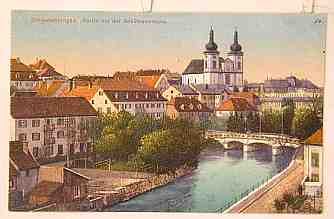
1900年のドナウエッシンゲン。現在もほぼこの絵と同じ風景が広がる

## ドナウ川と源泉
ドナウ川の始まりの町として知られる。フュルステンベルク公によって長年治められた。町には城館があり、この庭のほとりにドナウの泉と呼ばれる小さな泉があり、ここがドナウ川の源泉ということになっている。彫刻によって飾られ、観光名所ともなっているが、しかし実際には支流であり地理学上のドナウ川の源泉とは見なされない。本当の源泉は源流ブレク川の源泉である。
ドナウ川の名称は、この町のはずれにおいて源流であるブレク川とブリガッハ川が合流した地点よりはじめてその名が生まれる（詳しくはドナウ川の項を参照）。市街地から離れた近郊にはウニペルスの泉と呼ばれるもうひとつの源泉があり、こちらも湧水量が豊富でドナウエッシンゲン市街地の飲用水として長らく利用された。現在でも水汲み場と足浴用の看板が立っている。

## 文化
音楽にかかわりの深い町であり、かつてはモーツァルトやリストがフュルステンベルク公の城へ訪れ、音楽会を催した。現在は現代音楽祭として世界的に有名なドナウエッシンゲン音楽祭が毎年10月に開かれている。
ヨアヒム・ツー・フュルステンベルク公爵殿下国際記念馬術大会が毎年夏に開催される。障害物飛越、四頭立て馬車走行、馬場馬術が競われる模様。

## 経済
地場産業として、フュルステンベルク公の名を冠したビール工場がある。

## 友好都市
- 上山市（日本）
- ヴァーチ（ハンガリー）
- サヴェルヌ（フランス）

## ギャラリー

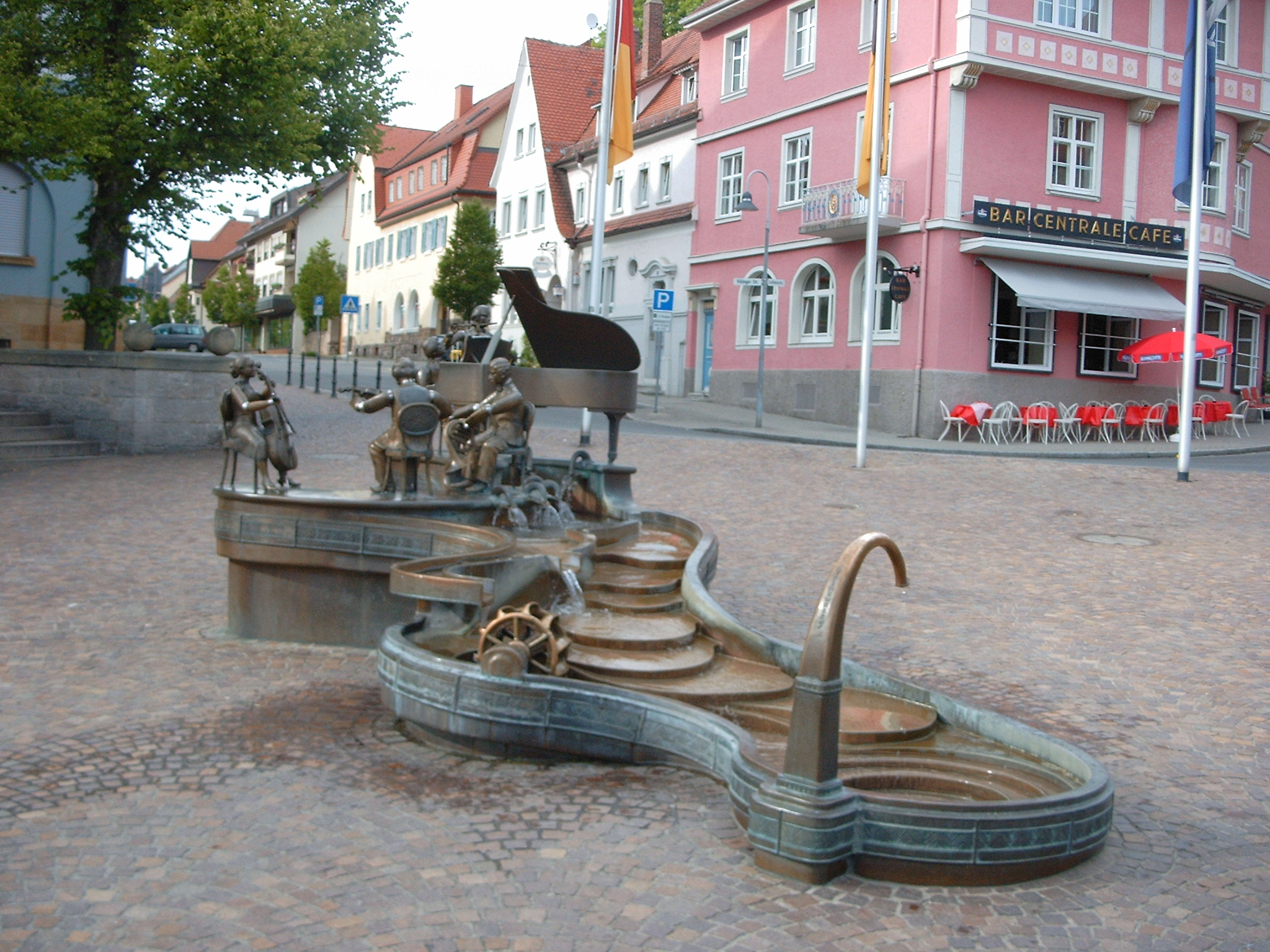
市庁舎前にあるモーツァルトとそのアンサンブルの可動銅像
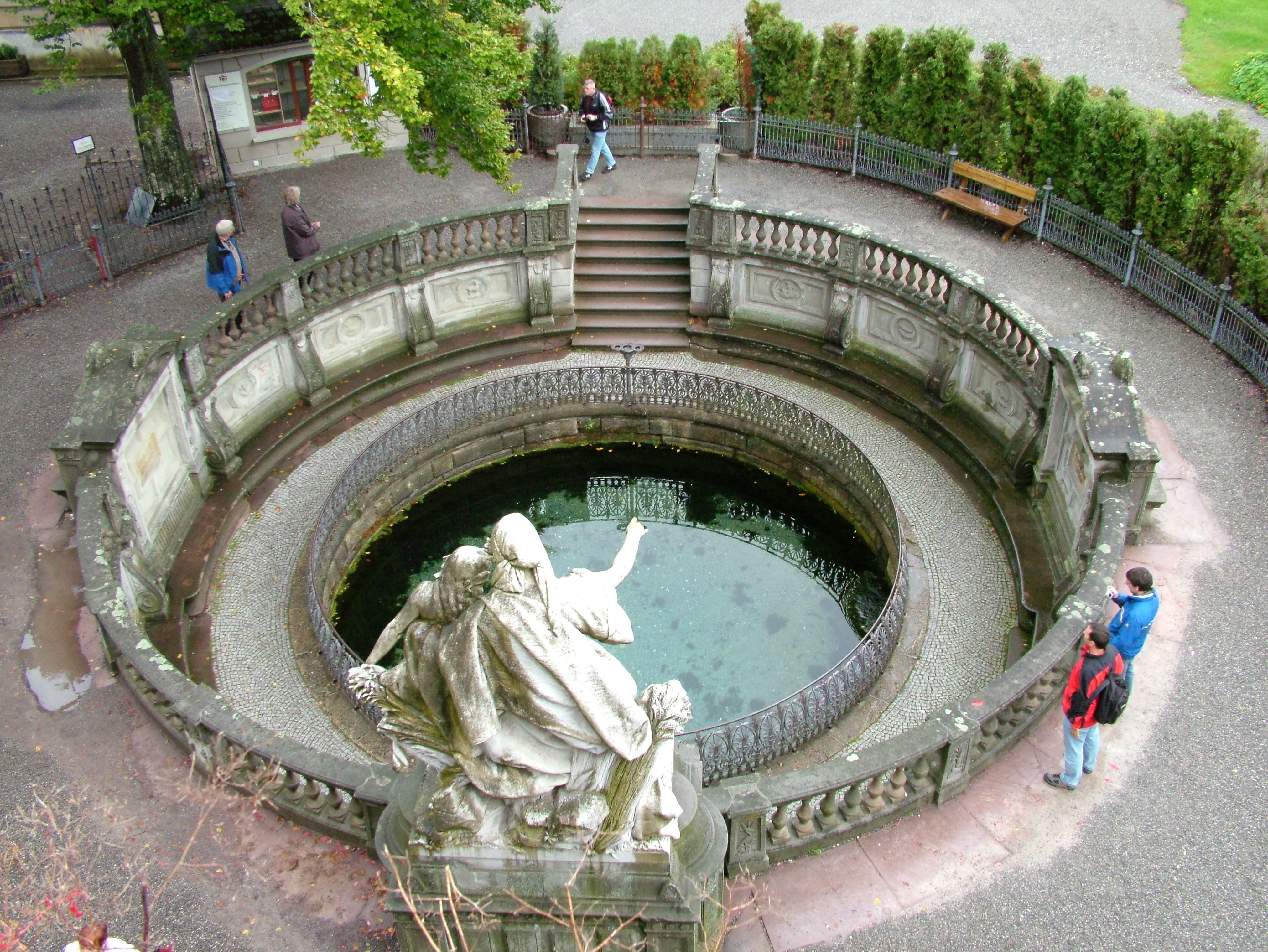
ドナウの泉